# Protopterus
Protopterus (bahník) je rod čtyř druhů afrických dvojdyšných ryb. Je to jediný rod celé čeledi afričtí bahníkovití (Protopteridae).

## Popis a anatomie
Všechny druhy rodu Protopterus dýchají plícemi, vytvořenými z plynového měchýře. Bahníci tak mohou dýchat vzdušný kyslík a bez přístupu k hladině se mohou zadusit. Období sucha bahník přežívá zavrtán do bahna a dýchá pomocí otvoru u úst.
Jde o masožravce živícího se například korýši, larvami hmyzu a měkkýši. Má dlouhé, protáhlé tělo. Největší druh dorůstá délky až dva metry.
Bahník patří mezi tzv. živoucí fosílie.
Tyto ryby jsou extrémně odolné vůči nedostatku potravy a vydrží bez jídla údajně až 4 roky.

## Druhy a poddruhy
- bahník východoafrický (Protopterus aethiopicus) (Heckel, 1851)
  - P. aethiopicus aethiopicus
  - P. aethiopicus congicus
  - P. aethiopicus mesmaekersi
- bahník malý (Protopterus amphibius) (Peters, 1844)
- bahník západoafrický (Protopterus annectens) (Owen, 1839)
  - P. annectens annectens
  - P. annectens brieni
- bahník Dolloův (Protopterus dolloi) (Boulenger, 1900)